# Лемешки
Лемешки (рус. Лемешки) је село у Суздаљском округу Владимирске области у Русији, део насеља Богољубовски. Према подацима из 2010. године, у селу је живело 410. становника.

## Географија

### Локација
Лемешки се налази на магистралном путу М7 „Волга“, 3 км североисточно од центра насеља Богољубово, и 7 км североисточно од Владимира. Удаљено је 30 км од града Суздаљ, регионалног административног центра и једног од најстаријих градова у Руској Федерацији. 
На мање од километра југозападно од села налази се ушће реке Нерљ, која се улива у Кљазму. У близини се налази и Црква Покрова Пресвете Богородице на реци Нерл, која је уврштена на Унескову листу нематеријалног културног наслеђа света.

## Историја
Према предање, Лемешки је првобитно било насељено становништвом из околних места које је овде довела властела, којих је у селу било петоро. Прву цркву саградио је земљопоседник Спеман Андреевич Феофилатијев 1962. године и посветио је празнику Вазнесења Господњег. Године 1726, за захтев Александра Теофилатјева, из села Ославскоје, пренета је стар црква брвнара и изграђена нова од чврстог материјала која је добила име по Николају Чудотворцу. Почетком XIX века саграђена је црква од камена чија је бочна капела освећена 1808 године, а велики олтар 1824. године. Године 1857, црква је добила камени звоник. Према црквеним списима из 1893, парохија је обухватала село Лемешки и места Квашнин, Грезин, Соболика и Нов, који су заједно имали 519 мушкараца и 549 жена. У селу Лемешка била је јавна школа, која се одржавала о трошку земства.

## Туристички локалитети
Надомак села Лемешки, налази се група језера која, у погледу од горе, подсећају на смајли.